# Neochirosia atrifrons
Neochirosia atrifrons är en tvåvingeart som först beskrevs av Daniel William Coquillett 1910.  Neochirosia atrifrons ingår i släktet Neochirosia och familjen kolvflugor.
Artens utbredningsområde är Tennessee. Inga underarter finns listade i Catalogue of Life.